# Abipons

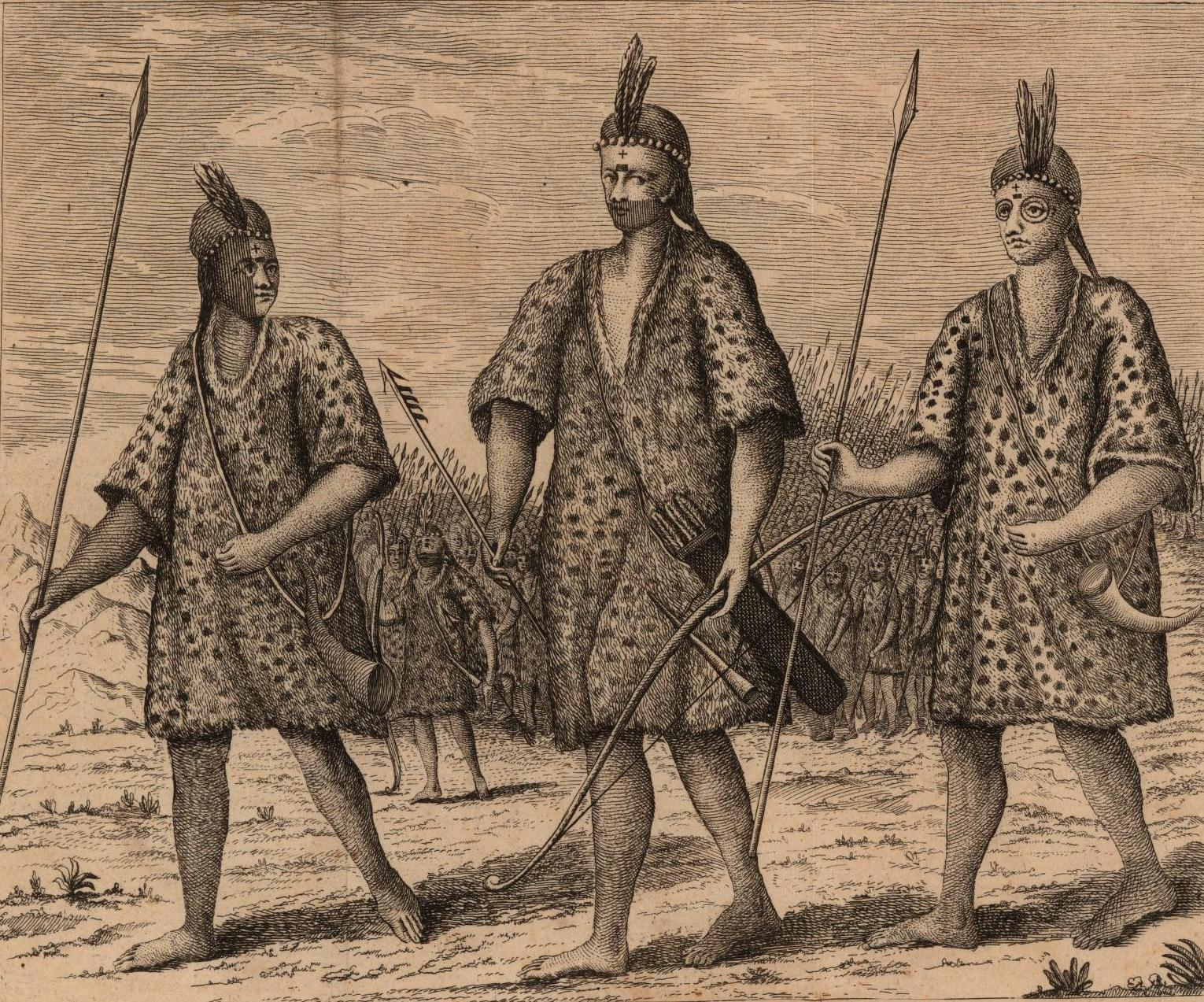

Les Abipons sont une peuplade indienne de l'Amérique du Sud, qui habitait la province de Chaco et les bords du Rio de la Plata, entre 28° et 30° de latitude méridionale.

## Histoire
En 1641, les Abipons avaient déjà domestiqué le cheval, introduit par les colons espagnols, et avaient abandonné l'agriculture pour l'élevage de bétail et les raids à cheval. Avant l’introduction du cheval dans la région, ils vivaient de la chasse, de la pêche, de la cueillette de nourriture et d’une agriculture limitée. Avec le cheval, les Abipons changent de style de vie : ils s'éloignent de l'agriculture et se tournent vers la chasse à cheval et le bétail sauvage. L'usage des chevaux les conduisent également à attaquer les ranchs espagnols et même les villes d'Asuncion et de Corrientes .
À partir de 1710, un effort militaire majeur des Espagnols commença progressivement à imposer une autorité aux Abipons. En 1750, des missions jésuites avaient été établies parmi eux (principalement par Martin Dobrizhoffer, missionnaire au Paraguay pendant dix-huit ans) ; ils furent christianisés et contraints de devenir sédentaires.
En 1768, plus de la moitié des Abipons avaient succombé à la maladie et ne furent plus qu'au nombre de 5 000. L'expulsion des jésuites par les Espagnols cette année-là fut fatale pour les Abipons : Lorsqu'ils ont tenté de reprendre leur ancien mode de vie, ils ont trouvé leurs terres traditionnelles occupées par des colons ainsi que d'autres nations tribales. Les Tobas et les Moobobis, aidés par la maladie, les ont détruits en tant que nation en moins d’un demi-siècle. 
À la fin du XIXe siècle, le géographe Élisée Reclus les décrit ainsi :

« Les Abipon, qui guerroyèrent des deux côtés du Paraná et qui, après avoir fait trembler les Espagnols, finirent par s'entre-déchirer avec d'autres guerriers indiens, ne sont plus représentés que par un petit nombre de familles métissées et parlant espagnol, confondues avec les campagnards argentins de Santa Fe. »

## Apparence et coutumes
Extrait de l'Encyclopædia Britannica de 1911 : 
Selon Martin Dobrizhoffer, missionnaire jésuite, qui vivait parmi eux pendant sept ans vers la fin du XVIIIe siècle, ils ne comptaient plus que 5 000 personnes. C'était un beau peuple bien formé, aux yeux noirs et nez aquilin, cheveux noirs épais, mais pas de barbe. Les cheveux du front au sommet de la tête ont été arrachés, constituant ainsi une marque tribale. Les visages, les seins et les bras des femmes étaient recouverts de figures noires de différentes conceptions faites avec des épines, la peinture de tatouage étant un mélange de cendres et de sang. Les lèvres et les oreilles des deux sexes ont été percés. Les hommes étaient de braves combattants, leurs armes principales étant l'arc et la lance. Aucun enfant n'était sans arc et sans flèches; les archets étaient faits d’entrailles de renards. Au combat, les Abipons portaient une armure de peau de tapir sur laquelle une peau de jaguar était cousue. Ils étaient d'excellents nageurs et bons cavaliers. Pendant les mois qui ont suivi les inondations, ils ont vécu cinq mois dans des îles ou même dans des abris construits dans les arbres. Ils se mariaient rarement avant l'âge de trente ans et étaient singulièrement chastes. « Avec les Abipons, dit Darwin, quand un homme choisit une femme, il négocie avec les parents pour en connaître le prix. Mais il arrive fréquemment que la fille annule ce qui a été convenu entre les parents et le marié, refusant obstinément la simple mention du mariage. Elle s'enfuit souvent et se cache, évitant ainsi le fiancé. ». L'infanticide était systématique, jamais plus de deux enfants n'étaient élevés dans une même famille, une coutume sans doute issue de la difficulté de subsistance. Les jeunes sont allaités pendant deux ans.